# Rhizedra bathyerga
Rhizedra bathyerga är en fjärilsart som beskrevs av Freyer 1835. Rhizedra bathyerga ingår i släktet Rhizedra och familjen nattflyn. Inga underarter finns listade.